# Várna (Szlovákia)
Várna (szlovákul Varín) község Szlovákiában, a Zsolnai kerületben, a Zsolnai járásban.

## Fekvése
Zsolnától 10 km-re keletre, a Vág jobb partján, a Varínka-patak és a Vág összefolyásánál fekszik. Korábban hozzátartozott Óváralja, de ma már újra önálló község.

## Története
A régészeti leletek tanúsága szerint a Vág völgyének ezen a részén már a kőkorszakban is éltek emberek, akik mamutra is vadásztak. Az első településre utaló leletek (kőből és rézből készült balták, szekercék, csákányok, ékek és más használati tárgyak) a vízierőmű építésénél kerültek elő. A község területén a hallstatt-kori lausitzi és puhói kultúra településének hamvasztásos temetője is előkerült. Különösen gazdag leletanyag került elő a puhói kultúra időszakából. Az 1982 és 1984 között zajlott ásatások során fazekas kemencéket és a kerámia készítéséhez szükséges eszközöket, cseréptöredékeket találtak. Ugyancsak kerültek elő az 1. századra keltezhető vasolvasztó kemencék és a vas megmunkálására szolgáló eszközök.
Egy, a nyitrai püspökség által kiállított írás szerint Várnának már 1200-ban plébániája volt. A középkorban az óvári váruradalom része. Óvár vára – mely a Vág völgyében vezető fontos kereskedelmi utat ellenőrizte – a községhez tartozó Óváralja határában, a Vág fölé magasodó meredek szikla tetején állt. Ma már csak romjai vannak. A középkorban vámot is szedtek itt. Várnának már 1233-ban volt temploma, mely a 17. század közepén nyerte el mai formáját.
A mai település 1235-ben „Varna” néven bukkan fel először a forrásokban. 1254-ben és 1267-ben „Warna” alakban említik. Az uradalom birtokosa a 13. század derekán a Cseszneky család, majd 1267-től a Hont nembeli Balassa család, a század végén pedig Csák Máté volt. 1321-ben „Warna” alakban említik. 1323-ban Dancs mester zólyomi ispáné, később a királyé. 1325-ben „Varna”, 1384-ben „Owar” alakban írják. Legrégibb céhei 1400 körül alakultak. 1414-ben „Varin”, 1418-ban „Warina” néven találjuk. Várna a 15. században vásártartási joggal rendelkező mezőváros. 1431-ben elpusztították a husziták. 1442-től 1948-ig a Szentmiklósi Pongrácz család birtoka. Az első név szerint említett várnai diák a prágai egyetemen 1452-ben tanuló Várnai Mátyás volt.
A 16. század első felében birtokosai 15 évig hadakoztak a szomszédos Sztrecsnó uraival. 1501-ben II. Ulászló királytól újabb kiváltságokat kapott. A református iskola már 1568-ban működött. A falu kiváltságait 1575-ben I. Miksa is megerősítette, a 16. és 17. században azonban meg kellett harcolnia értük. A 16. és 17. században 15 céh működött a településen. 1598-ban a településen malom és 147 ház állt, ekkor „Waryn” alakban szerepel a korabeli forrásokban. Református iskolája 1673-ban katolikus egyházi iskola lett. 1720-ban 49 adózója volt. 1784-ben 168 házában 205 családban már 1088 lakos élt itt.
A 18. század végén Vályi András így ír róla: „VARIN. Tót Mezőváros Trentsén Várm. földes Ura Gróf Pongrácz Uraság, lakosai katolikusok, fekszik Vág vize mellett azon a’ részen, mellyen Budetin, ’s Béla vize keresztűl foly rajta. Hajdani lakosai gazdagabbak vóltak, míg az égések által nem szerentsétleníttettek. Lásd Zavodszkyt felőle 1590. és 1613. 1. Árp. ’s azután is gyakorta égéseket szenyvedtek lakosai; földgye termékeny, legelője, és fája is van.”
1828-ban 210 háza és 1699 lakosa volt. Lakói mezőgazdasággal, állattartással és kézművességgel, később mészégetéssel is foglalkoztak. A 19. század elején 82 céhes kézművese volt. A 19. század elejétől a településen két iskola is működött, egy római katolikus és egy zsidó, ahol magyar és német nyelven tanítottak.
Fényes Elek 1851-ben kiadott geográfiai szótárában így ír a településről: „Varin, (Varna), Trencsén m. tót m.v., a Vágh vize jobb partján. Számlál 1278 kath., 242 zsidó lak. Kath. paroch. templom. Synagóga. Hajdan nevezetes vagyonos város volt, de a sok tűz miatt elszegényedett. Határa termékeny; jó réttel és legelővel bir; halászata a Vághban kivált pisztrangra jutalmas; kézi mesteremberei számosak; országos vásárokat tart; és jó meszet éget. F. u. gr. Pongrácz család. Ut. p. Zsolna.”
Az önkéntes tűzoltóegylet 1876-ban alakult. A trianoni diktátumig Trencsén vármegye Zsolnai járásához tartozott.
A mai iskolát 1933-ban alapították. A céhes hagyományokat egészen 1949-ig őrizték.

## Népessége
| Év:            | 1994. | 2004.   | 2014.   | 2024.   |
| -------------- | ----- | ------- | ------- | ------- |
| Emberek száma: | 3212  | 3474    | 3766    | 3870    |
| Eltérés:       |       | +8,15 % | +8,40 % | +2,76 % |

| Év:            | 2023. | 2024.   |
| -------------- | ----- | ------- |
| Emberek száma: | 3886  | 3870    |
| Eltérés:       |       | -0,41 % |

1910-ben 1320-an, többségében szlovákok lakták, jelentős magyar ill. zsidó kisebbséggel.
2001-ben 3387 lakosából 3365 szlovák volt.
2011-ben 3661 lakosából 3593 szlovák.

## Neves személyek
- Itt született 1741-ben Mészáros András nyitrai kanonok.
- Itt született 1789-ben Rissák András római katolikus plébános.
- Itt született 1884-ben Nádor Henrik belgyógyász, a „budapesti színházak” orvosa, műgyűjtő.
- Itt született Ján M. Barica mikrobiológus.
- Itt hunyt el 1866-ban Martincsek Miklós magyar politikus, ügyvéd és országgyűlési képviselő.
- Itt ásatott Karol Pieta szlovák régész.

## Nevezetességei
- Római katolikus temploma a 13. század második felében épült gótikus stílusban, a 17. században átépítették. Gótikus kapuzata és tartópillérei, reneszánsz keresztelő medencéje van.
- Az egykori postaépület a 19. század közepén épült klasszicista stílusban.